# Andrea Favi
Andrea Favi (Forlì, 1743 – Forlì, 1822) è stato un compositore e organista italiano.

## Biografia
Andrea Favi, un membro della famiglia di musicisti Favi, fu Maestro di cappella della Cattedrale di Santa Croce (dal 1806) e direttore d'orchestra del Teatro Comunale, a Forlì. 
Affiancò dapprima (dal 1765) Ignazio Cirri, maestro di cappella della Cattedrale, col compito di organista.
Fu allievo dell'Accademia Filarmonica di Bologna. Forse anche per questo, volendo contribuire alla nascita di un simile istituto anche nella propria città, divenne il primo maestro dell'Accademia Filarmonica di Forlì e successivamente della banda cittadina, da lui fondata nel 1798.

## Opere
- Il creduto pazzo, opera giocosa
- L'amore per finzione, opera teatrale
- Abigail, oratorio
- Jefte, azione sacra
- Inno per la festa della Federazione
- Sinfonia in Si bemolle maggiore per piccola orchestra

Scrisse inoltre: Messe, Vespri, Mottetti.